# Electrovàlvula

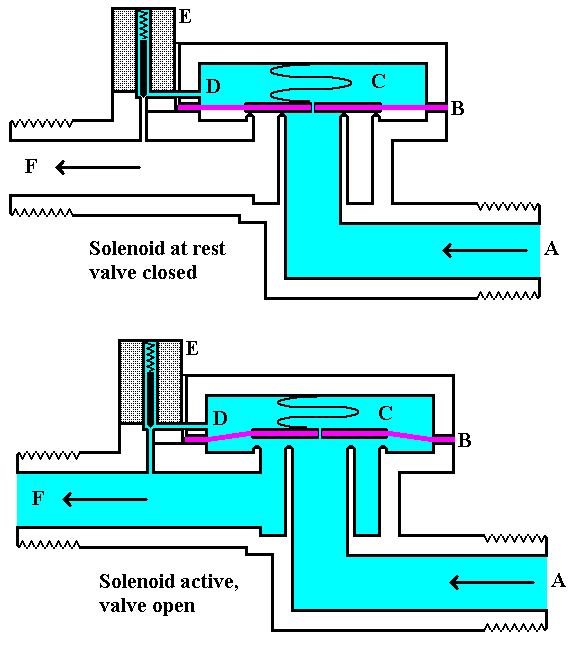
A-Entrada
B-Diafragma
C-Càmera de pressió
D-Conducte de buidatge de pressió
E - Solenoide
F-Sortida.

Electrovàlvula, vàlvula electromagnètica o solenoide, és una vàlvula que s'actua mitjançant l'electricitat. Consta fonamentalment d'un cos, un grup operador amb un nucli mòbil i una bobina o inductor. Funciona segons el principi del camp magnètic creat en l'eix d'un bobinat quant a través d'aquest circula una certa intensitat de corrent, creant un camp magnètic; aquest camp magnètic fa desplaçar un pistó mòbil, que és ferromagnètic, i que fa la funció d'obrir i tancar el pas del cos.